# Atentado bomba en ambulancia de Kabul de 2018
El atentado bomba en ambulancia de Kabul de 2018 se produjo el 27 de enero de 2018 cerca de la Plaza Sidarat en Kabul, Afganistán. Al menos 103 personas murieron y otras 235 resultaron heridas en el ataque. Los talibanes reivindicaron la responsabilidad del ataque.

## Evento
El 27 de enero de 2018, atacantes explotaron una ambulancia llena de explosivos cerca de un edificio del Ministerio del Interior en una calle concurrida y fuertemente custodiada de Kabul durante la hora punta. El Hospital Jamhuriat, oficinas gubernamentales, negocios y una escuela se ubican cerca del sitio de la explosión. Fue el tercer ataque importante en tan solo siete días tras el atentado contra Save the Children de 2018 y el atentado contra el Hotel InterContinental Kabul de 2018.
Una bomba fue escondida en una ambulancia y detonada en un segundo puesto de control policial, de acuerdo con los oficiales. Su explosión también destruyó vehículos, tiendas y edificios cercanos.
El coordinador del grupo de ayuda italiano Emergency que operaba en un centro de trauma describió el evento como una "masacre". Según los informes, el vehículo fue detenido en un segundo punto de control de seguridad después de pasar el primario, alegando que tenían un paciente. Cuando la policía intentó detener el vehículo, el conductor detonó la bomba. Se informó que los familiares estaban haciendo fila en la morgue de la ciudad. La escena del ataque fue descrita como una de carnicería con cuerpos destrozados, muchos inidentificables, tendidos por todas partes.

## Reacciones
- España: Mariano Rajoy escribió en su cuenta de Twitter: "España se solidariza con el pueblo afgano ante la continua amenaza terrorista. Mis condolencias por las numerosas víctimas y deseos de pronta recuperación a los heridos. La unidad de los demócratas vencerá a la barbarie".
- Alemania: El Ministerio de Relaciones Exteriores de Alemania condenó el atentado y manifestó su intención de ayudar a Afganistán en el contexto del atentado y su ayuda a combatir el terrorismo.
- Ucrania: El Ministerio de Asuntos Exteriores de Ucrania condenó el atentado.